# W silnych ramionach
„W silnych ramionach” – czwarty singiel promujący płytę Tomasza Luberta, zatytułowaną Z miłości do muzyki, w którym gościnnie wystąpiła Ewa Farna. Jego premiera odbyła się 21 listopada 2014 roku na antenie Radia Eska. Autorem tekstu jest Marcin Piotrowski. Informacja o tej współpracy pojawiła się 27 kwietnia 2014 na profilu YouTube muzyka, który umieścił tam nagranie ze studia z momentu, w którym wokalistka nagrywała utwór.

## Teledysk
Teledysk do piosenki został wydany 31 stycznia 2015 roku na portalu Onet. 2 lutego 2015 roku teledysk pojawił się na platformie YouTube. W teledysku nie występuje Lubert, ani Farna. Klip opowiada historię rozpadu pewnego nietypowego małżeństwa. Wszystko przez jednego SMS-a, którego otrzymał mężczyzna. Jego żona odczytała wiadomość, co doprowadziło do poważnej kłótni między małżonkami. Jak się okazało, wybranek bohaterki teledysku jest kryminalistą, który wraz z kolegami dokonuje napadów.

## Pozycje na listach przebojów
| Lista przebojów | Najwyższa pozycja |
| --------------- | ----------------- |
| Wietrzne Radio  | 15                |